# Närlunda säteri

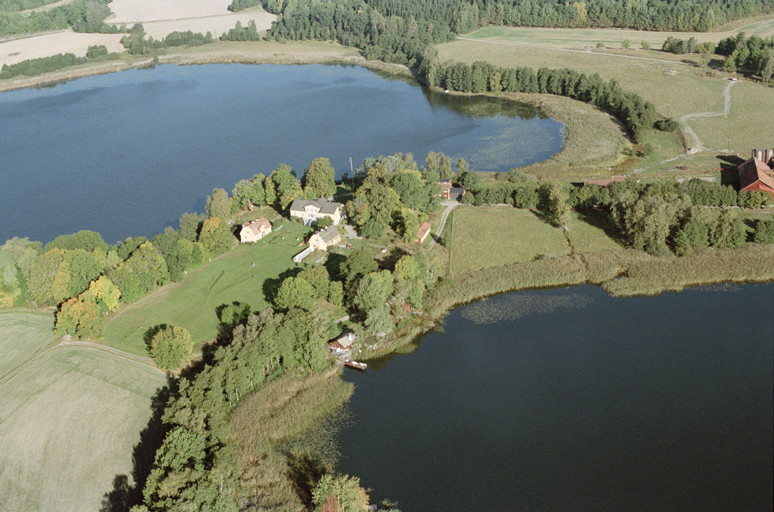
Närlunda säteri 1997.

Närlunda är herrgård och ett tidigare säteri i Gåsinge socken, Daga härad och Nyköpings län (som numera har uppgått i Södermanlands län).

## Historia

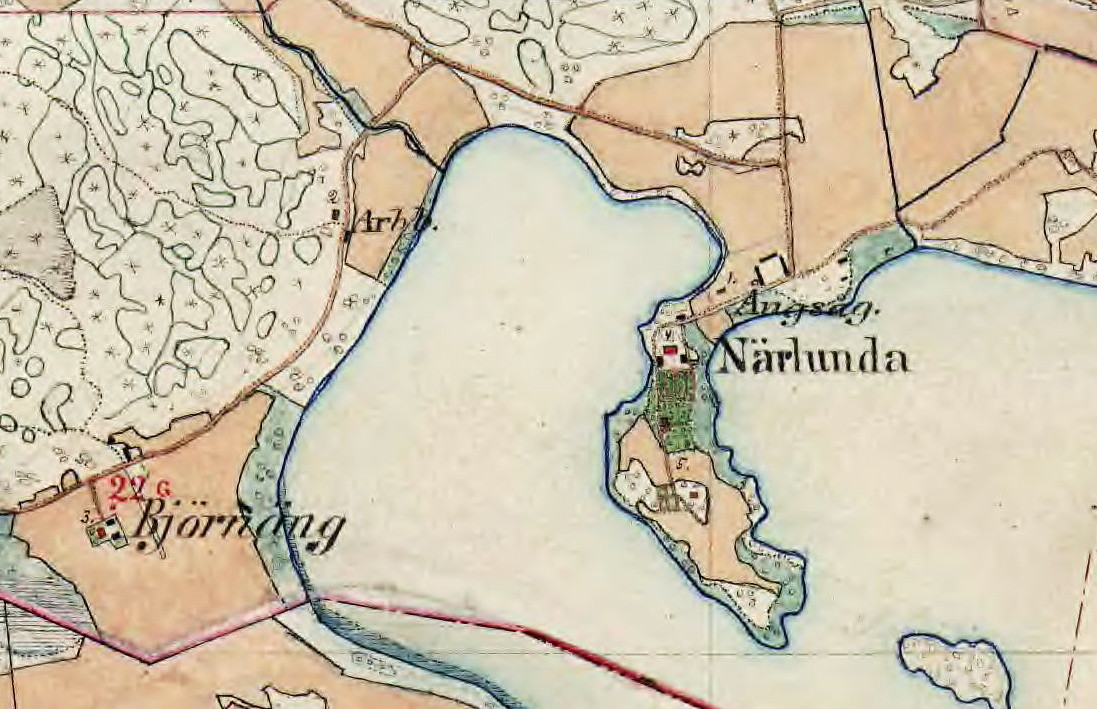
Närlunda, Björnäng och omgivning, 1900.

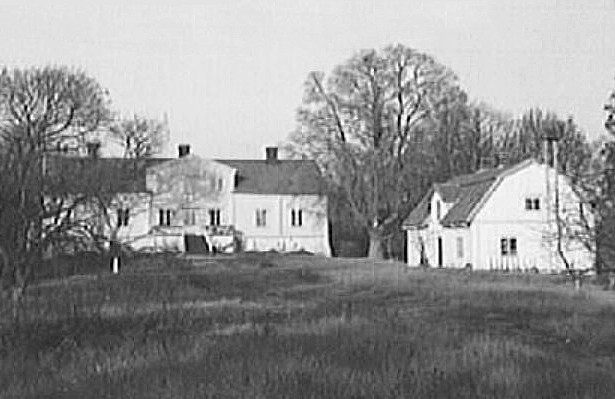
Huvudbyggnad och östra flygeln, 1940.

Ortnamnet Närlunda (ulphone in nerdalund 1366) har som förled gudanamnet Njord, vars stam från början är Nerdh-.
Platsen var bebodd redan på förhistorisk tid. Området uppvisar en utveckling med många rika fornlämningsmiljöer från stenåldern fram till i historisk tid. Den alltjämt fortskridande landhöjningen har inneburit en kontinuerlig kolonisation av landskapet genom människan. Direkt norr om Närlunda säteri finns ett större grav- och boplatsområde med flera stensättningar.
År 1411 omnämns en Screvet i Nardhelivnhg och 1525 en lasse bagge i nerlunda. I början av 1500-talet beboddes Närlunda av väpnaren Jöns Finkenogh och hans hustru Elin Karlsdotter.
I början av 1600-talet innehades stället av riksrådet Åke Hansson Tott och från 1631 av den adliga ätten Rosenstjerna samt år 1700 av lantjägmästaren i Södermanland och Närke, Jacob Svart till Gladö, som var gift med Beata Crusebjörn. Genom arv kom säteriet till den Crusebjörnska släkten och år 1760 till hovjägmästaren Nils Bröms, gift med Margaretha Charlotta Crusebjörn. 
I början av 1800-talet köptes gården av Peder Cederschiöld i adelsätten Cederschiöld, han avled på Närlunda 1844. Hans hustru Fredrika (född Holst) ärvde gården och ägde den fortfarande på 1870-talet. Parets dotter Beata Fredrika Sofia gifte sig här 1863 med kammarherren friherre Erik August Otto Trolle-Löwen (1832–1896).

## Bebyggelsen
Närlunda är beläget på udden Storön i Storsjön. 
Huvudbyggnaden är uppfört i trä och en våning, sannolikt på 1600-talet. Den flankeras av två fristående flyglar i form av parstugor i en våning med brutna tak. Fasaderna har gulfärgad locklistpanel och vita snickerier. På udden, söder om huvudbebyggelsen finns en trädgårdsanläggning med ett orangeri. I norr ligger ekonomigården med traditionella byggnader. Till säteriet hör en ålderdomlig utgård, kallad Björnäng, med mangård, bod, undantagsstuga och en ängslada i närmiljön. På 1870-talet hörde även en kvarn och en såg till egendomen.